# Тодор Митов (футболист)
Тодор Митов е български футболист, полузащитник. Играл е за Сливен (1973 – 1978) и Ботев (Враца) (1978 – 1987). Има 289 мача и 25 гола в А група (196 мача с 19 гола за Ботев (Враца) и 93 мача с 6 гола за Сливен). Полуфиналист за Купата на Съветската армия през 1985 г. с Ботев (Враца). Има 2 мача за Б националния отбор.
Европейски шампион с юношеския национален отбор по футбол през 1974 година в Швеция. 